# 1-ша армія (Угорщина)
1-ша угорська а́рмія (угор. 1. magyar hadsereg) — польова армія Угорщини періоду Другої світової війни. Брала активну участь в операціях Вермахту на Східному фронті.

## Командування

### Командири
- генерал-лейтенант Вілмош Надь (угор. Vilmos Nagy) (1 березня 1940 — 1 лютого 1941);
- генерал-лейтенант Іштван Швейцер (угор. István Schweitzer) (1 лютого 1941 — 1 серпня 1942);
- генерал-лейтенант Іштван Надей (угор. István Náday) (1 серпня 1942 — 1 квітня 1944);
- генерал-лейтенант Геза Лакатош (угор. Géza Lakatos) (1 квітня — 15 травня 1944);
- генерал-лейтенант Карой Берегфі (угор. Károly Beregfy) (15 травня — 1 серпня 1944);
- генерал-лейтенант Ференц Фаркаш де Кішбарнак (угор. Ferenc Farkas Kisbarnaki) (25 липня 1944 — 1 серпня 1944 (в.о.))
- генерал-лейтенант Бела Міклош (угор. Béla Miklós Dalnoki) (1 серпня — 16 жовтня 1944);
- генерал-лейтенант Дежьо Ласло (угор. László Dezső) (16 жовтня 1944 — 8 травня 1945).